# 7 First Kisses
7 First Kisses (hangul: 첫키스만 일곱번째; rr: Cheotkiseuman Ilgopbeonjjae) também conhecido como 7 Primeiros Beijos, é uma websérie promocional sul-coreana produzida pela Lotte Duty Free Shop. Foi ao ar online através do Naver TV Cast e YouTube, todas as segundas e quintas-feiras às10:00 (KST), de 5 de dezembro de 2016 a 5 de janeiro de 2017.

## Sinopse
Min Soo-jin (Lee Cho-hee) é funcionária de uma loja Lotte Duty Free que nunca teve um relacionamento antes. Um dia ela conhece a deusa do namoro (Choi Ji-woo), que lhe dá a chance de escolher – entre sete homens – o parceiro perfeito para seu primeiro beijo. Suas opções são um bilionário da tecnologia e religioso (Lee Joon-gi), um chefe sério, mas romântico (Park Hae-jin), um agente secreto sexy (Ji Chang-wook), um amigo jovem e gentil (Kai), um inocente herdeiro de um chaebol (Ok Taec-yeon), um ídolo do K-pop muito admirado (Lee Jong-suk) e, finalmente, um escritor de viagens de espírito livre (Lee Min-ho).

## Elenco

### Principal
- Lee Cho-hee como Min Soo-jin

- Choi Ji-woo como Deusa (Ep. 1, 7)

- Lee Joon-gi como ele mesmo (Ep. 1–2)

- Park Hae-jin como ele mesmo (Ep. 2–3)

- Ji Chang-wook como ele mesmo (Ep. 3–4)

- Kim Jong-in como ele mesmo (Ep. 4–5)

- Ok Taec-yeon como ele mesmo (Ep. 5–6)

- Lee Jong-suk como ele mesmo (Ep. 6–7)

- Lee Min-ho como ele mesmo (Ep. 8)[3][4]

### Outros
- Kim Hyun-jung como Sun-yeong (colega #1)
- Lee Chung-mi como Ji-yeong (colega #2)
- Seo Yeong-sam como gerente
- Lee Hyo-joo como namorada (Ep. 1)
- Noh Woo-jin como pervertido (Ep. 3)
- Lee Cha-yeon como policial #1
- Kim Yong-tae como policial #2

### Participações especiais
- Kim Ji-hoon como um homem no shopping (Ep. 1)

## Trilha sonora

### Lista de faixas
| N.º            | Título          | Letras                                            | Música                                            | Artista        | Duração |  |
| 1.             | "Kissing You"   | Kim Dong-wook (HowL)                              | Ha Jeong-ho Storyteller                           | Ji Chang-wook  | 3:29    |  |
| 2.             | "Beautiful Day" | Kim Dong-wook (HowL) Park Geun-chul Jeong Soo-min | Kim Dong-wook (HowL) Park Geun-chul Jeong Soo-min | Melody Day     | 3:29    |  |
| Duração total: | Duração total:  | Duração total:                                    | Duração total:                                    | Duração total: | 6:58    |  |

## Produção
A conferência de imprensa foi realizada no Lotte Cinema em Jamshil, Seul, em 22 de novembro de 2016.

## Lista de episódios
| Ep. | Data de transmissão    | Título                                 | Atores                                   | Gravação & Final   |
| --- | ---------------------- | -------------------------------------- | ---------------------------------------- | ------------------ |
| 1   | 5 de dezembro de 2016  | "Her Present"                          | Lee Cho-hee, Choi Ji-woo, Lee Joon-gi    | - Gravação - Final |
| 2   | 8 de dezembro de 2016  | "First Kiss?"                          | Lee Cho-hee, Lee Joon-gi, Park Hae-jin   | - Gravação - Final |
| 3   | 12 de dezembro de 2016 | "Dangerous Boss"                       | Lee Cho-hee, Park Hae-jin, Ji Chang-wook | - Gravação - Final |
| 4   | 15 de dezembro de 2016 | "Till the End of the World"            | Lee Cho-hee, Ji Chang-wook, Kai          | - Gravação - Final |
| 5   | 19 de dezembro de 2016 | "I'm your teacher. You're my student"  | Lee Cho-hee, Kai, Ok Taec-yeon           | - Gravação - Final |
| 6   | 22 de dezembro de 2016 | "Too much to handle"                   | Lee Cho-hee, Ok Taec-yeon, Lee Jong-suk  | - Gravação - Final |
| 7   | 26 de dezembro de 2016 | "How to fall in love with a celebrity" | Lee Cho-hee, Lee Jong-suk, Choi Ji-woo   | - Gravação - Final |
| 8   | 5 de janeiro de 2017   | "Last gift"                            | Lee Cho-hee, Lee Min-ho                  |                    |